# Hrabě z Caledonu
Hrabě z Caledonu je šlechtický titul v Irsku. Caledon se nachází v Hrabství Tyrone. Titul byl založen roku 1800 pro Jamese Alexandera, 1. vikomta Caledonu. James Alexander byl obchodníkem a členem Londonderry City v Irské dolní sněmovně. Roku 1790 mu byl zprvu předán titul Baron z Caledonu a roku 1797 titul Vikomt z Caledonu.
Dědici titulu náleží prozatímní titul Vikomt Alexander.
Rodinné sídlo se nachází na hradě Caledon poblíž Caledonu.

## Seznam hrabat
- James Alexander (1730–1802)
- Du Pre Alexander (1777–1839)
- James Du Pre Alexander (1812–1855)
- James Alexander (1846–1898)
- Eric Alexander (1885–1968)
- Denis Alexander (1920–1980)
- Nicholas Alexander (nar. 1955)

Současným dědicem je Frederick James Alexander, vikomt Alexander (nar. 1990)